# Каток

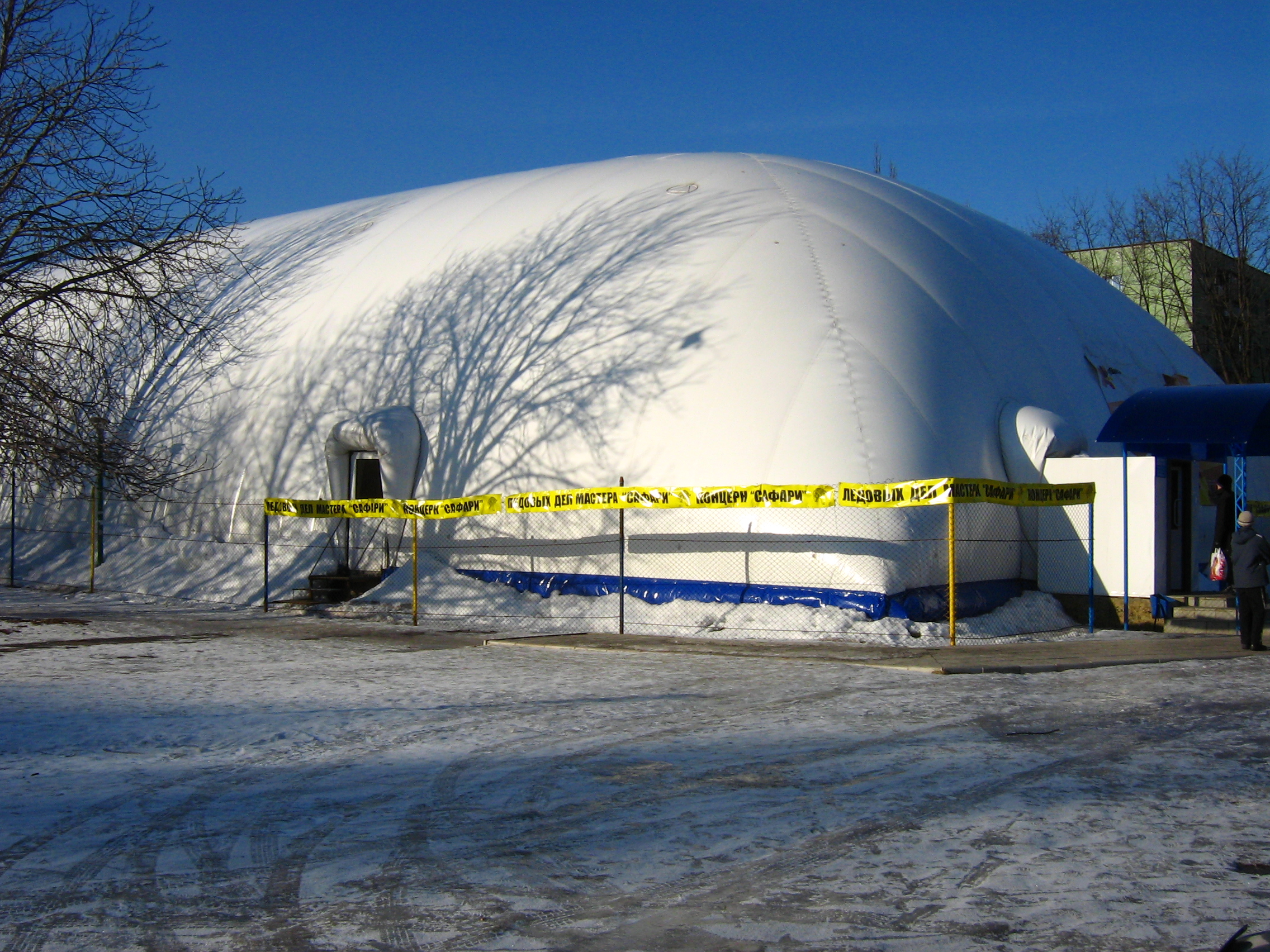
Большой каток в Харькове. Вид снаружи.

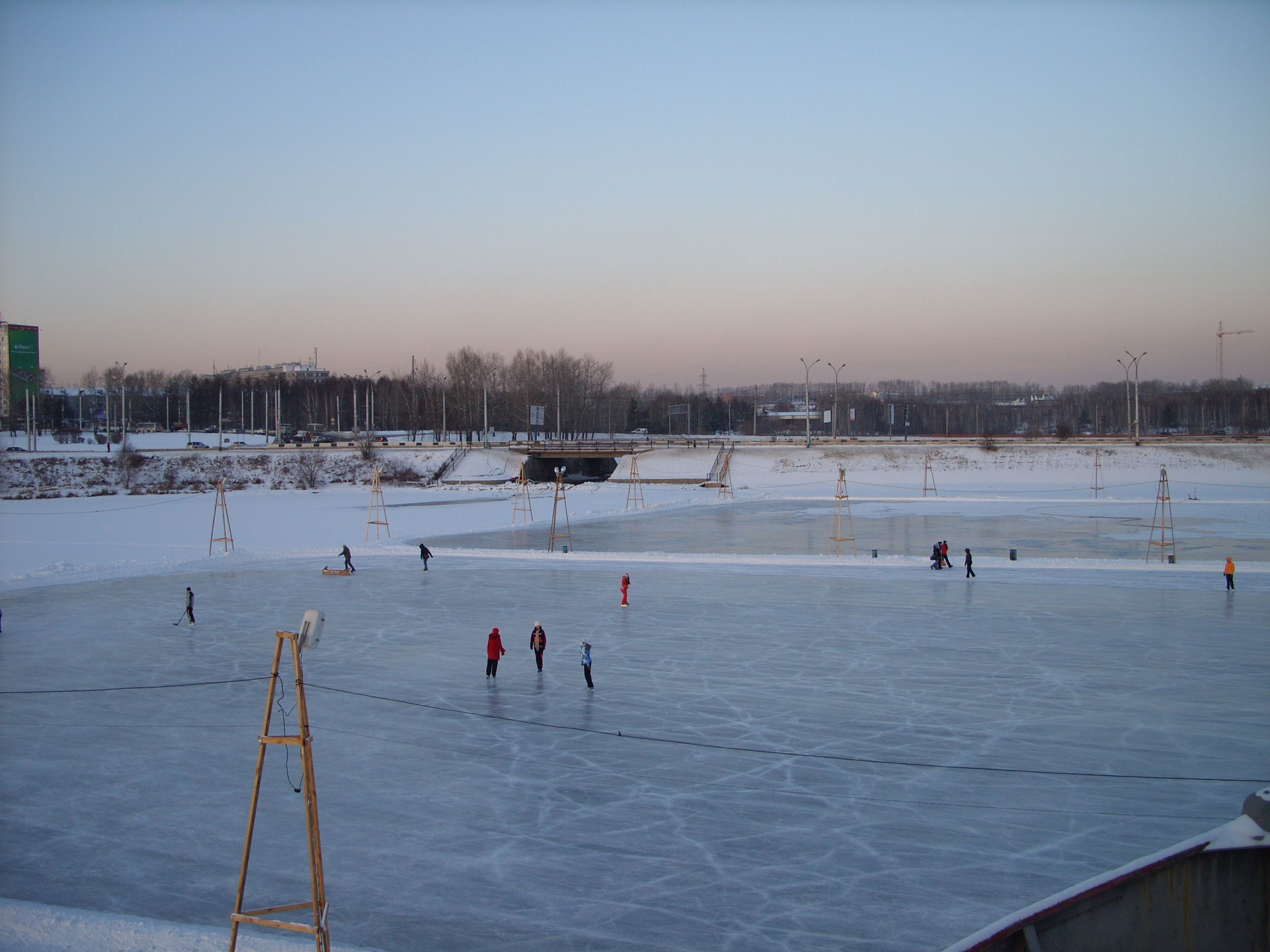
Каток на Иркутском водохранилище в Иркутске — пример массового катка

Каток — ровная ледяная поверхность для катания на коньках или санках.
Катки делятся по типу использования — на массовые и спортивные, по типу льда — на искусственные и естественные. Спортивные катки, в свою очередь, делятся на крытые и открытые.
Для проведения Зимних Олимпийских игр, как правило, строится несколько крытых катков с искусственным льдом: для фигурного катания и шорт-трека, для хоккея и отдельный каток для соревнований по конькобежному спорту.

## История
Задолго до того как хоккей и фигурное катание стали олимпийскими видами спорта, катание на коньках было возможно только зимой. В Северной Европе зимний период продолжается дольше, и у североевропейских спортсменов всегда было определённое преимущество. Хоккей и фигурное катание стали массовыми и профессиональными видами спорта только после появления закрытых ледовых арен, которые работали круглый год.
Первым в мире катком с искусственным льдом был Glacerium, открытый в 1844 году площадью 279 м². Так как в то время не существовало технологии, позволяющей замораживать лёд, вместо него использовался свиной жир, соль различных видов, верхним слоем был толчёный мел. Так как свиной жир быстро портился, и начинал дурно пахнуть, а использование соли по причине высокой цены было невыгодно, каток оказался коммерчески невыгодным.
7 января 1876 года в Лондоне был открыт первый в мире искусственный каток
Первая крытая ледовая арена появилась на родине хоккея в Канаде — прототип всех современных катков принадлежит канадцам, братьям Лестеру и Джо Патрикам, которые в канун Рождества 1912 года открыли в городе Виктория первую в Канаде закрытую ледовую арену. Стоимость арены была фантастической по тем временам — $110 000, арена вмещала 4000 человек. Тремя днями позже братья Патрик открыли вторую ледовую арену в Ванкувере, Канада. Стоимость этой арены была ещё выше — $210 000, но данная арена уже могла вмещать более 10 000 человек. Специально для этого была создана самая большая холодильная установка в мире.
В течение последующих десятилетий братья Патрик создали сотни ледовых арен на северо-западе США и в западной части Канады. Сегодня в США эксплуатируется более 1700 ледовых арен. Стоимость современных ледовых дворцов может составлять десятки и сотни миллионов долларов.

### Катки в России
Самый старый каток в Москве — каток на Петровке, д. 26/9, существующий с середины XIX века (в 1812 году на этом месте располагался штаб Наполеоновской армии, возглавляемый маршалом Бертье). С 1860-х годов здесь лучший, как писали современники, в Москве каток, на котором занимались фигурным катанием члены первой спортивной организации Москвы — Императорского речного яхт-клуба. 
В 1889 году на катке прошел первый в России чемпионат по скоростному бегу на коньках.
Первым в Российской империи катком с искусственным льдом стал Дворец льда, открытый в 1911 году в Санкт-Петербурге на Каменноостровском проспекте.
В течение XX века каток также оставался популярным местом отдыха москвичей и гостей столицы.

### Катки в Казахстане
В Казахстане располагаются следующие катки:
- В городе Алма-Ате:
  - Высокогорный спортивный каток (комплекс) Медео — самый высогорный каток в мире, имеющий самую большую в мире площадь ледового покрытия. Высокогорье и чистейшая горная вода для заливки льда способствуют достижению высоких результатов в конькобежном спорте, за всё время здесь было установлено свыше 200 мировых рекордов на всех дистанциях среди мужчин и женщин. Алма-Атинский каток был прозван «фабрикой рекордов».
  - Дворец спорта и культуры имени Балуана Шолака на 3725 мест, в котором зимой заливается ледовая арена.
  - К 28-й Зимней универсиаде 2017 года, которая будет проходить в Алма-Ате строятся ещё два Ледовых дворца:
    - Ледовый дворец «Halyk Arena» на 3000 мест рядом с Кульджинским трактом;
    - Ледовый дворец «Almaty Arena» на 12 000 мест рядом с перекрестом улиц Рыскулова и Момышулы.

  - По дороге к Медео вдоль проспекта Достык (бывший Ленина) перед улицей Оспанова располагается Ледовая арена LYXOR[3].
- В городе Астана:
  - Республиканский велотрек и ледовая арена «Сарыарка». В 2009 году в проект велотрека была добавлена ледовая арена, на которой во время зимних Азиатских игр 2011 года были проведены соревнования по шорт-треку и фигурному катанию. В 2011 году велотрек Астаны признан лучшим в мире.
  - Ледовый дворец «Алау». Ледовая арена состоит из 400-метровой ледовой дорожки с трибунами на 7500 мест, двух хоккейных кортов, зала судейской коллегии, зала для проведения пресс-конференций, восьми раздевалок для спортсменов. На ледовой арене проходят соревнования, учебно-тренировочные сборы, тренировки воспитанников ДЮСШ по конькобежному спорту, фигурному катанию, хоккею.
  - Ледовый дворец спорта «Казахстан» вместимостью 5532 места, до 2015 года являлась игровой ареной хоккейного клуба «Барыс», принятого в КХЛ в 2008 году.
  - Многофункциональный ледовый дворец «Барыс-Арена» вместимостью 11 578 мест.

## Устройство и работа катка

Холодильная установка катка (чиллер)

Панель автоматического управления холодильной установки (чиллера) на основе микропроцессора и электрическая (силовая) панель

В работе холодильной установки, используемой для создания льда арены или катка, используется тот же принцип, что и в обычном кондиционере или холодильнике. Однако главное отличие состоит в том, что хладагент (рефрижирант) холодильной системы не состоит в непосредственном контакте с водой (льдом) то есть не воздействует на воду/лёд напрямую. Вместо этого до отрицательной температуры охлаждается специальный раствор (это может быть раствор хлорида кальция, пропиленгликоля или 32-40%-й раствор двумолекулярного спирта — этиленгликоля), который, проходя под давлением через сложную систему трубок (матов — основания катка), позволяет создать и поддерживать лёд на арене. Система матов, основы катка может быть изготовлена из стальных или пластиковых трубок.
Для сезонных катков система матов обычно устанавливается на песчаной основе или на схожей грунтовой основе. В большинстве стационарных катков система трубок (матов катка) устанавливается на бетонной или песчаной основе.

### Ледовая арена
Основой катка является ледовая арена.
Система ледовой арены состоит из 4 главных элементов:
- одна или несколько холодильных установок (чиллер);
- система труб для подключения матов ледовой арены к холодильной установке;
- система матов (трубок) основания ледовой арены;
- хладагент (рефрижирант) — рабочая жидкость холодильной установки.

Холодильная установка (чиллер) для катка 60×30 м весит около 10 тонн (длина около 10—12 м, ширина — 2,5 м). Устанавливается на бетонную основу или ровную прочную конструкцию. Для работы системы ледовой арены необходимо около 8—9 тонн хладоносителя (32—40 % раствора этиленгликоля). Отсутствие бетонной основы существенно снижает общую стоимость проекта по созданию ледовой арены, при этом не снижая качество льда, эксплуатационные возможности арены и срок эксплуатации. Холодильная установка охлаждает раствор этиленгликоля в системе до температуры −9°. Химическая структура раствора хладагента не позволяет ему замёрзнуть и кристаллизироваться.
На некоторых профессиональных аренах для создания максимально прозрачного льда используется подготовленная деионизированная вода, однако обычная вода из водопровода также вполне подходит для этих целей. Для катков открытого типа возможно использование речной пресной воды, предварительно очищенной от песка или других механических примесей.
Технический персонал, обслуживающий работу катка, устанавливает температуру холодильной установки, вручную, исходя из температуры наружного воздуха и температуры внутри помещения катка. Современные холодильные установки оборудованы микропроцессором и системой датчиков температуры воздуха и давления как наружной, так и внутренней температуры и давления в системе, которые позволяют управлять работой всей системы катка полуавтоматически или автоматически, позволяя контролировать работу холодильной установки даже дистанционно, с помощью мобильного телефона или пейджера.
Для создания льда система перекачивает около 35 т охлаждённого хладагента через систему матов и охлаждает бетонную основу или маты катка, на которых расположена ледовая поверхность. Раствор хладоносителя перекачивается в систему трубок внутри бетонной плиты, на которой находится ледовая поверхность. Бетонная плита расположена между ледовой поверхностью и слоем тепло- и влаго- изоляции, который позволяет льду расширяться и сужаться в процессе заморозки и эксплуатации арены. Прокачиваемый через систему трубок раствор хладагента позволяет охлаждать бетонную основу катка до температуры ниже 0 °C, что позволяет воде на арене замерзнуть.
Ниже слоя тепловлагоизоляции, находится тёплый (подогреваемый) слой бетона (F), который предотвращает грунт от замерзания, расширения и раскалывания, что защищает весь каток от разрушения. (При отсутствии системы подогрева возможно промерзание грунта на 1—3 м, что может грозить разрушением всей арене.) Система подогрева (разморозки) катка располагается на слое песка и гравия (G), в самом низу которого установлена система дренажа грунтовой воды.
Для проведения разморозки катка раствор хладагента нагревается и прокачивается через систему труб в бетонном основании подо льдом. Нижний слой льда тает, что в свою очередь, облегчает механическое раскалывание льда, его уборку и вывоз погрузчиками.

### Материальное обеспечение (обслуживание) катка
Ледовая арена с уложенным на неё специальным покрытием (изоляционными плитами) может быть использована для проведения различным массовых мероприятий — выставок, концертов, спортивных состязаний «не ледовых» видов спорта и т. д.
Профессиональная ледовая арена или каток должен соответствовать правилам и требованиям Национальной Хоккейной Лиги (НХЛ) или Международного олимпийского комитета (МОК). Это подразумевает соответствие целому ряду условий и требований, касающихся формы и размеров катка, безопасности, наличия сопутствующей инфраструктуры, требований по техническому обслуживанию и соответствующим температурным условиям.
Даже в период использования катка для «не ледовых» мероприятий каток должен содержаться надлежащим образом — ведь лёд остаётся на своём месте.
Перед проведением «не ледовых» мероприятий ледовая арена подготавливается соответствующим образом, и это подразумевает целый комплекс действий и мероприятий.
Например, для проведения баскетбольных игр на лёд укладываются листы фанеры 50×100 см, и на эту основу устанавливается пол для баскетбола. Для подобных мероприятий по всему периметру катка также демонтируется верхняя прозрачная часть бортов и частично борта. Подобная смена профиля арены может занимать 1—2 дня. Для проведения концертов, выставок и т. д. поверх фанерных листов укладывается ковровое покрытие.
В случае же использования помещения ледовой арены для цирка уже требуется полная разморозка и уборка льда, так как специфика цирковых конструкций (например, трапеций) требует специальных креплений и фиксации оборудования в грунте, доступ машин и т. д.

### Форма и размеры катка
Размеры и форма ледовой арены могут быть какими угодно, если речь идёт о катке для развлечений и любительского фигурного катания, это может быть круглый каток или прямоугольный — 18×32 м, 12×24 м и т. д. Минимальная длина хоккейной арены: 51 м, максимальная 61 м, ширина: минимум 24 м, максимум 30 м. Углы площадки должны быть скруглены с радиусом от 7 м до 8,5 м. Олимпийский стандарт — 60×30 метров, угловой радиус 8 м. Каток с самой большой в мире площадью ледового покрытия Медео находится в Алма-ате.

### Борта и защита зоны ледовой арены
Согласно требованиям НХЛ, для игры в хоккей каток обязательно должен иметь защитные борта, защитный экран над бортами и защитную сетку поверх экрана.
Борта — сплошная деревянная или пластиковая (стекловолоконная) стенка по периметру ледовой арены. Площадь бортов является превосходным местом для размещения рекламы спонсоров и т. д. Борта располагаются поверх льда и имеют высоту 107 см (100—110 см). Борта обычно окрашиваются в белый цвет, однако командные арены и отдельные лиги могут применять для этого свои цвета.

Борта ледовой арены

Нижняя (ударная) часть бортов обычно жёлтого цвета. Конструкция бортов с внутренней стороны максимально гладкая и не имеет выступов или частей, которые могли бы травмировать игроков. Выходы напротив скамеек каждой команды и скамейки штрафников открываются наружу, что также предотвращает возможное травмирование игроков.
Наличие пластикового экрана, который окружает каток поверх бортов, чрезвычайно важно, так как он не только защищает зрителей от возможного выброса шайбы, но и защищает игроков от не в меру активных фанатов. Кроме этого, борта и экран играют роль температурного барьера, что помогает льду быстрее «схватываться» во время заливки — холодный воздух концентрируется внутри арены и не попадает в зону, предназначенную для зрителей. В различных зонах ледовой арены используются экраны двух типов: из закалённого стекла и плексигласа.
Закалённое стекло — зоны по сторонам катка (а также места для игроков и скамейка штрафников) защищены экраном из закалённого стекла. Основная задача это обеспечение хорошего обзора и определённая защита. Закалка стекла — сложный процесс, включающий поочерёдно — нагревание до высоких температур и охлаждение стекла, что делает его прочнее. Листы закалённого стекла, высотой 1,8 метра и 1,6 см толщиной, плотно подгоняются друг к другу.
Плексиглас — периметр катка защищён со всех сторон плексигласом — прозрачным акриловым пластиком, высотой — 2,4 м и толщиной 1,3 см. Плексигласовые панели крепятся к бортам специальным образом с наружной стороны бортов так, чтобы они не мешали при контакте с бортами на арене. Использование плексигласа более практично.

### Лёд
Создание катка это не просто заливка большого количества воды на поле. Для создания ледовой арены с качественным покрытием (льдом нужного качества и толщины) вода должна подаваться в определённом режиме — медленно и аккуратно. Слишком толстый лёд требует большего расхода электроэнергии для работы холодильной установки и поддержания нужной температуры и может быть мягким или подтаивать в верхней части. Слишком тонкий лёд также опасен, так как система матов\трубок подо льдом может быть повреждена коньками.
Для заливки хоккейного катка требуется от 30 до 60 тонн воды. Заливка катка производится в несколько этапов. Первые два слоя, каждый толщиной 3—5 мм, не заливаются, а распыляются на поверхности арены. Первый слой замерзает практически мгновенно. Как только первый слой замёрз, распылителем наносится второй слой. Второй слой льда окрашивается в белый цвет. Белый цвет арены позволяет отчётливо видеть шайбу на льду. После покраски наносится третий слой, толщиной 4—8 мм, который закрепляет краску на льду. После замерзания 3-го слоя можно произвести маркировку хоккейного поля, а также нанести рекламу спонсоров и логотипы команд.
Современная маркировка изготавливается из пластикового материала или специальной бумаги, что более практично, чем нанесение разметки краской.
После нанесения разметки производится заливка верхнего, рабочего слоя катка. Из шланга на поле подаётся ещё около 20—40 тыс. литров воды. Как показывает практика, оптимальным для заливки верхнего слоя, является подача 1,5-2,5 тонн воды в час. Это означает что потребуется 15—20 часов (1,5—2,5 т/ч) для того чтобы завершить заливку катка. Каждый из промежуточных слоев должен замёрзнуть, прежде чем подаются следующие 1,5—2,5 т воды.
Чем меньшее количество воды подаётся за один раз, тем быстрее замерзает каток и тем лучше будет лёд.
В Канаде, на родине хоккея, а также в США, абсолютно новый лёд называют «зелёным», потому что по нему ещё никто не катался и не повредил.
Температура льда или что такое «хороший лёд» и «плохой лёд»
При создании ледовой арены огромную важность имеют условия внутри помещения арены. Как показывает практика, оптимальной температурой поверхности льда является около −4 °C, а температура внутри здания около 17 °C при влажности внутри помещения арены около 30 %. Однако если на улице достаточно тепло, и необходимо провести мероприятие, при котором наружные двери будут открыты и есть приток воздуха, тогда нужно производить соответствующую корректировку. 

Например, во время проведения «Кубка Стэнли», многие игроки жаловались на мягкость льда, когда игры проводились в городах с тёплым климатом. Возникает опасение, что тёплый воздух снаружи, хоть и не размораживает ледовую арену, однако существенно влияет на «мягкость» льда. В Канаде, иногда возникают проблемы абсолютно противоположного характера. Здания приходится обогревать, так как наружная температура часто опускается настолько низко, что возникает опасность промерзания грунта и повреждения ледовой арены.
Повышенная влажность на ледовой арене может стать причиной появления тумана. Для предотвращения появления тумана, воздух в закрытом помещении, над ареной, осушается специальными установками, количество которых может быть более десяти. Температура наружного воздуха существенно влияет на качество и состояние льда. Температура в помещении и температура льда должны корректироваться таким образом, чтобы компенсировать теплоту и влажность, которая попадёт в помещение через двери, а также будет испаряться зрителями во время проведения мероприятия на ледовой арене.
У фигуристов и хоккеистов обычно различное представление о «хорошем льде». 
Фигуристы предпочитают лёд с температурой −3…−4 °C. В таком температурном диапазоне лёд более мягкий и даёт нужное сцепление с коньками. При такой температуре менее вероятно скалывание льда во время прыжков. 
Хоккеисты же предпочитают более холодный, более жёсткий лёд. В то время, когда на арене одновременно находится группа хоккеистов, поверхность льда при температуре оптимальной для фигуристов быстро превращается в «кашу». Для игры в хоккей, оптимальной будет температура льда около −5 °C.
Слишком «тёплый лёд» может влиять на скорость игроков, а слишком «холодный лёд» может стать причиной появления большого количества ледяной крошки, осколков и сколов льда.
Изменение температуры даже на один градус имеет огромное значение для качества и состояния ледовой арены. Химический состав (тип) воды используемой для заливки катка также имеет значение. Например, использование воды, в которой содержатся щелочные соли, может создать эффект «вязкости» льда и портить лезвия коньков. Для предотвращения этого многие ледовые арены используют предварительно очищенную воду, а к водопроводной воде добавляют химические кондиционеры, которые помогают улучшить её свойства.

### Покраска ледовой арены

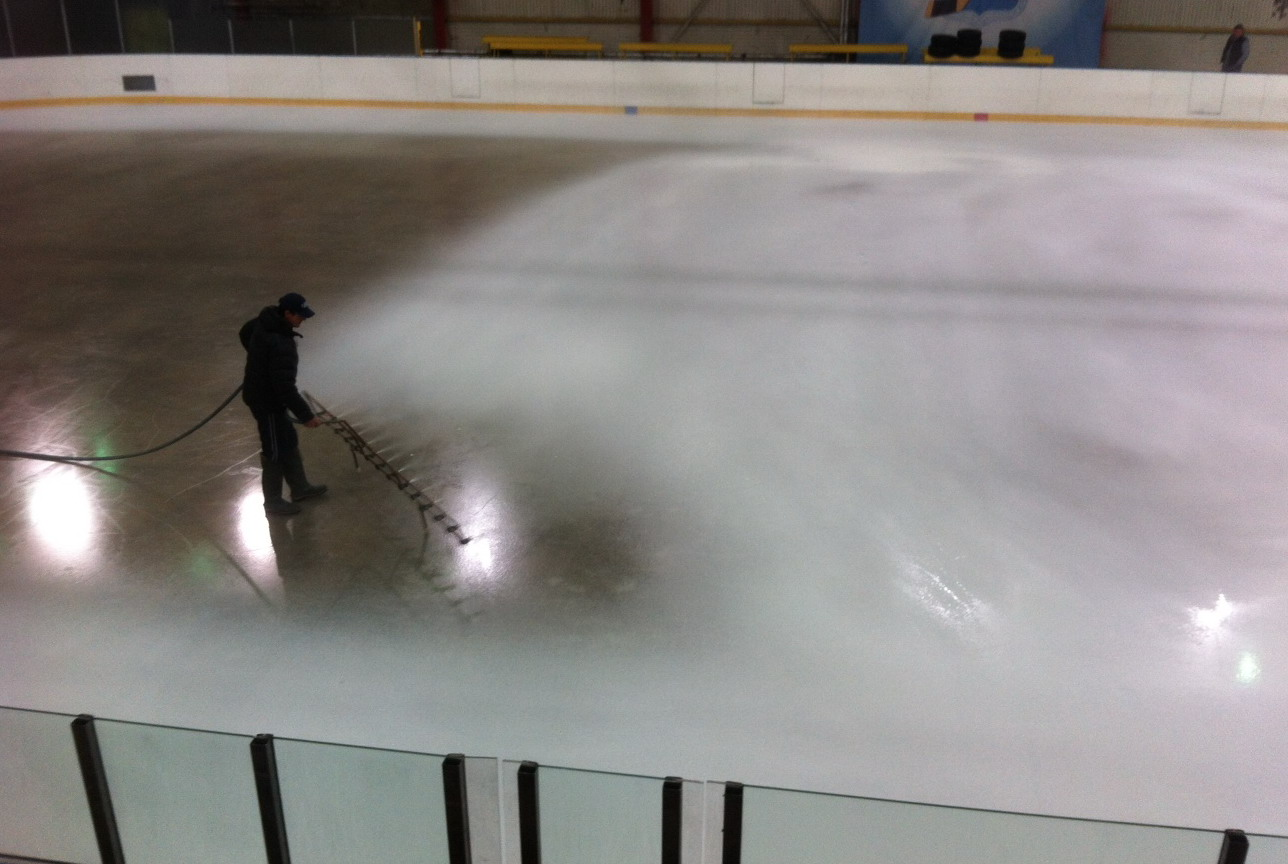
Покраска ледовой арены

Традиционным методом получения белого льда была и есть покраска бетонной основы арены в белый цвет. Современные арены используют технологию покраски льда.
Окраска льда производится как с практической, так и с эстетической целью. На белом фоне лучше видно фигуристов и хоккеистов, проще заметить движение шайбы, на фотографиях окрашенного льда нет бликов, а картинка на ТВ более яркая. Для окраски льда используется специальный водный раствор белого цвета. Для нанесения разметки также используется специальная предварительно подготовленная краска различных цветов или набор для разметки, из специального нетканого материала или бумаги, который вмораживается перед заливкой верхнего, «рабочего» слоя льда.
Для нанесения краски на ледовую поверхность арены может использоваться специальная машина или специальный распылитель с форсунками и насосом, который позволяет равномерно нанести краску на водной основе таким же образом, как и первые два слоя льда.

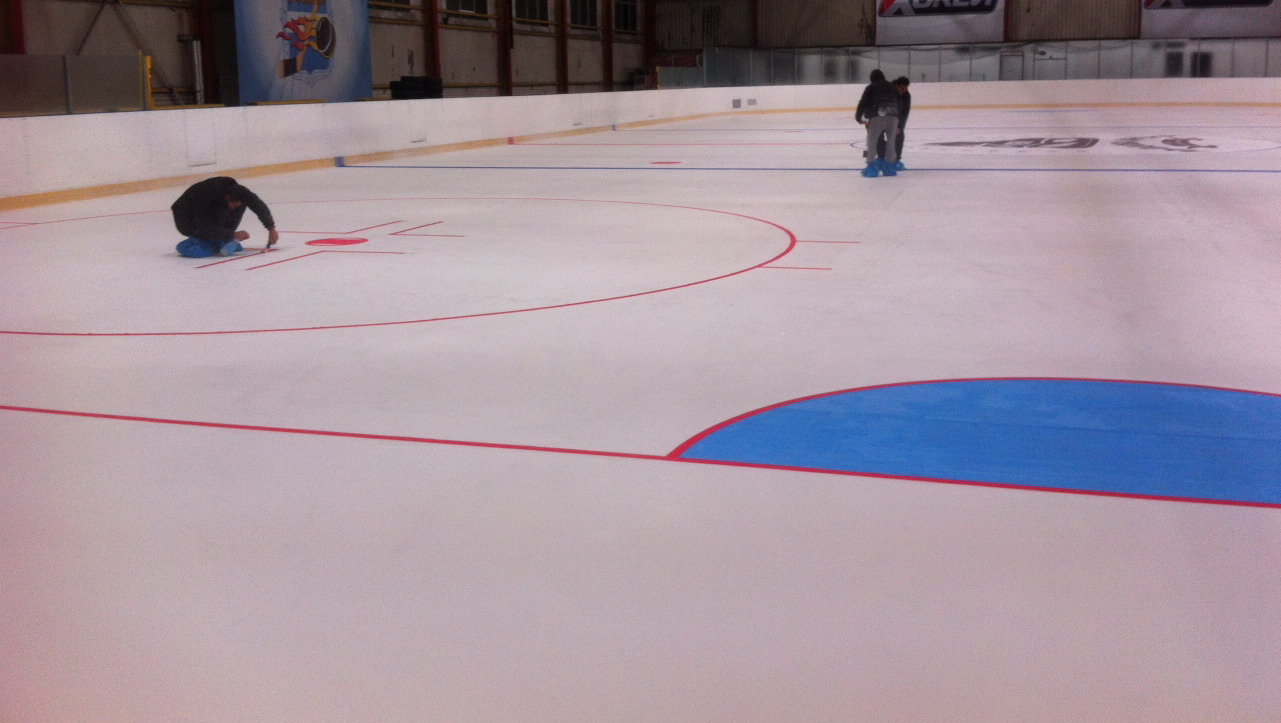
Хоккейная разметка.

После создания 1-го и 2-го слоя льда можно произвести покраску поверхности арены, для чего потребуется около 1000—1100 литров раствора белой краски на водной основе. После нанесения разметки наносится слой льда, который закрепляет её на поверхности. Покраска льда одобрена и является стандартом NHL.

### Содержание катка и поддержание его работы
Независимо от качества технического обслуживания катка, рано или поздно лёд крошится и скалывается, а ледяная пыль и трещины портят его. Возможность быстрого восстановления ледовой поверхности играет особую роль.

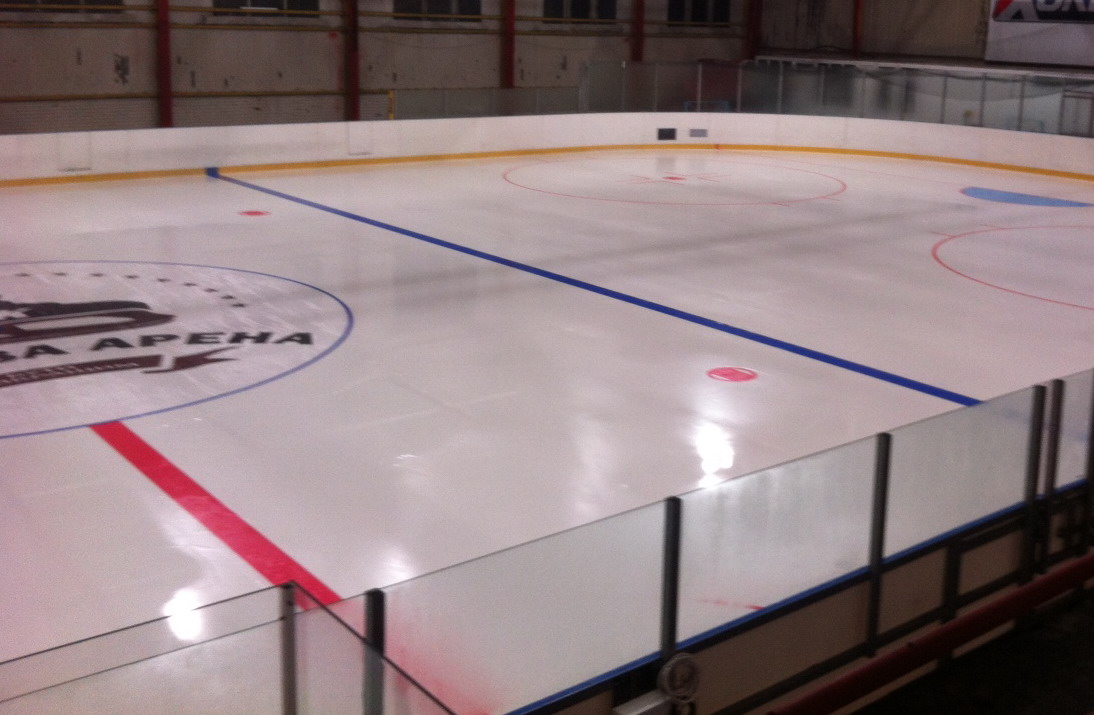
«Зеленый» лед — покраска и разметка закончены. Поле готово.

Большие ледовые арены и дворцы используют 2 ледовых комбайна. В закрытых помещениях, используются комбайны, оборудованные электрическими двигателями (что довольно дорого) или автомобильные пропановые, с полным приводом. При интенсивном использовании на профессиональной арене каждая такая машина эксплуатируется около 5—6 сезонов, обеспечивая более 2000 заливок в год.

### Ледовый комбайн (ресурфейсер)
До появления ледовых комбайнов (ресурфейсеров) восстановление льда на катках производилось вручную, при помощи скребков, полотенец, лопат и подающейся из шланга воды. Восстановление большого катка занимало чрезвычайно много времени и требовало немалого труда. В 1940-х, американец Фрэнк Замбони начал эксперименты по созданию машины, которая могла бы в одну операцию срезать, сглаживать, мыть и выравнивать поверхность льда и сразу же создавать новый слой льда. Первые ледовые комбайны монтировались на базе военных джипов вручную и стоили около $5000. Сегодня ледовые комбайны производятся серийно, их стоимость возросла до десятков и сотен тысяч долларов, а каждая ледовая арена и каток используют хотя бы один такой комбайн. Максимальная скорость комбайна 14—16 км/ч, вес 2300—2700 кг.
Согласно требованиям НХЛ к профессиональным матчам, для быстрого восстановления льда во время перерывов между периодами матча игры восстановление льда должно производиться двумя ледовыми комбайнами. Лёд восстанавливают перед игрой, после разминки, между периодами в ходе решающих встреч, и после окончания игры. Использование двух комбайнов одновременно позволяет пройти всю арену за 3 минуты, при этом каждый комбайн совершает 4 полных прохода вдоль арены. Одной машине для совершения 8 проходов по всей длине арены потребуется соответственно до 10 минут.
Комбайн проходит по арене по часовой стрелке как бы рисуя сходящиеся друг с другом полосы. Для восстановления льда арены размером 60×30 м потребуется около 300—350 литров горячей воды.
Существуют также машины для восстановления льда на базе тракторов, машин для уборки снега и т. д.

## Синтетический каток

Синтетический каток в торговом центре

В последние годы в Европе, а особенно в США и Канаде, все большую популярность получают небольшие катки с использованием синтетического покрытия. Синтетический каток (лёд) состоит из термопанелей или термоплит из синтетического материала на основе полиолефина. Листовые панели синтетического катка производятся из полимерного материала с низким коэффициентом трения, повышенной износостойкостью, используется полимерный материал, содержащий смазывающий компонент, выделяющийся при трении. Синтетическая поверхность имитирует натуральный или искусственный лёд катка и может использоваться для фигурного катания, игры в хоккей, кёрлинга и т. д.
Для катания на синтетическом льду используются обычные коньки с металлическими лезвиями, такие как и для катания на обычном льду.
Жёсткость поверхности современных синтетических катков по сравнению с натуральным льдом выше всего на 5—15 %, что является хорошей альтернативой особенно для детей и новичков в катании на коньках, тренировок, отработки отдельных элементов в хоккее, кёрлинге и т. д. Синтетические катки получают все большую популярность во всем мире, что в первую очередь связано с низкой стоимостью, по сравнению с натуральным льдом и фактически отсутствием расходов по поддержанию и эксплуатации. В Канаде и США, существует целая сеть хоккейных школ и клубов, в которых используется синтетический лёд, что существенно дешевле катков с использованием воды и холодильных установок.
Быстрый монтаж (мобильность) и фактически отсутствие специальных требований для помещений и открытых площадок, сделали синтетические катки максимально удобными для использования в любых климатических условиях в качестве небольших катков в парках и на пляжах, в торговых центрах, в спортивных и фитнес-клубах, в шоу-бизнесе, в цирке, для корпоративных мероприятий, на круизных лайнерах и т. д.